# Kanton Blanzac-Porcheresse
Blanzac-Porcheresse is een voormalig kanton van het Franse departement Charente. Het kanton maakte deel uit van het arrondissement Angoulême tot het op 2 maart 2015 werd opgeheven en de gemeenten werden opgenomen in het op die dag gevormde kanton Charente-Sud.

## Gemeenten
Het kanton Blanzac-Porcheresse omvatte de volgende gemeenten:
- Aubeville
- Bécheresse
- Bessac
- Blanzac-Porcheresse (hoofdplaats)
- Chadurie
- Champagne-Vigny
- Claix
- Cressac-Saint-Genis
- Étriac
- Jurignac
- Mainfonds
- Mouthiers-sur-Boëme
- Péreuil
- Pérignac
- Plassac-Rouffiac
- Saint-Léger
- Voulgézac